# Taquicàrdia ventricular
La taquicàrdia ventricular és una arrítmia cardíaca ràpida. Veurem el complex QRS ample i aberrant.

## Classificació

### Taquicàrdia ventricular monomorfa
Es diuen monomorfes perquè tots els QRS presenten la mateixa morfologia.

#### Tipus

##### No sostinguda
Es produeixen cicles de 3-4 batecs anòmals i un batec sinusal normal.

##### Sostinguda
Són episodis més o menys llargs de taquicàrdies molt ràpides (160-170 batecs per minut).

#### Factors desencadenants
- Cardiopatia isquèmica: sobretot en fase crònica. És el més freqüent.
- Miocardiopaties evolucionades.
- Displàsia aritmogènica del ventricle dret: es caracteritza per una infiltració adiposa del ventricle dret.
- Formes de reentrada entre les branques dreta i esquerra del feix de His.

#### Clínica
- Palpitacions.
- Síncope, insuficiència cardíaca, xoc.

#### Tractament
Sempre caldrà buscar la cardiopatia de base que està provocant la taquicàrdia. Això ho farem mitjançant:
- Holter
- Estudi electrofisiològic.

El tractament de l'episodi agut es farà per:
- Procaïnamida endovenosa: si el pacient tolera una mica l'arrítmia.
- Cardioversió elèctrica: en pacients que estiguin molt malament.

Per tal de prevenir nous episodis procedirem a:
- Administrar fàrmacs com l'amiodarona o el sotalol: en casos de displàsia ventricular aritmogènica amb només un episodi d'arrítmia ben tolerada.
- Fer una ablació quan se sàpiga l'origen de la taquicàrdia.
- Implantar un desfibril·lador: en els casos més greus.

### Taquicàrdia ventricular polimorfa otorsades de pointes
La morfologia dels complexos QRS és variable. És una arrítmia molt ràpida que degenera ràpidament a fibril·lació ventricular.

#### Factors desencadenants
- Alteracions electrolítiques (hipopotassèmia).
- Fàrmacs: antiarítmics de classe 1 c (allarguen el període de repolarització), antidepressius tricíclics.
- Síndrome del QT llarg
- Síndrome de Brugada
- Canalopaties

#### Clínica
- Síncope
- Mort sobtada